# Teorema del transport de Reynolds
El teorema del transport de Reynolds, o simplement teorema de Reynolds, és un teorema analític que permet avaluar la velocitat de canvi de qualsevol propietat o característica d'un fluid examinant-ne el flux a través d'un volum de control.
Aquest teorema va ser descobert per Osborne Reynolds (1842–1912) i a causa de la seva relació amb la llei integral de Leibniz, de Gottfried Wilhelm Leibniz (1646-1716), sovint al teorema de Reynolds també se l'ha anomenat teorema del transport de Leibniz-Reynolds.
D'aquest teorema se n'obtenen les 4 equacions generals, o fonamentals, en forma integral de la mecànica de fluids: l'equació de conservació de la massa, l'equació de conservació de la quantitat de moviment, equació de conservació del moment cinètic i l'equació de conservació de l'energia.

## Forma general o compacta
La forma general o compacta de l'equació de Reynolds es pot donar com:
{\displaystyle {\frac {dB_{sist}}{dt}}={\frac {d}{dt}}\int _{VC}^{}\rho \cdot b\cdot dV+\oint _{SC}^{}\rho \cdot b\cdot {\overrightarrow {v}}\cdot {\overrightarrow {dS}}}
on {\displaystyle \rho } és la densitat del fluid, {\displaystyle {\overrightarrow {v}}} és la velocitat d'entrada/sortida dels fluxos, {\displaystyle {\overrightarrow {dS}}} és el diferencial de superfície. Físicament els termes es poden interpretar com:
- {\displaystyle {\frac {dB_{sist}}{dt}}} és la variació per unitat de temps del contingut de la propietat genèrica B en el volum de control definit.
- {\displaystyle {\frac {d}{dt}}\int _{VC}^{}\rho \cdot b\cdot dV} és la variació causada pel canvi del contingut de la propietat B de les partícules de l'interior del volum de control.
- {\displaystyle \oint _{SC}^{}\rho \cdot b\cdot {\overrightarrow {v}}\cdot {\overrightarrow {dS}}} és la variació provocada pel flux de propietat B entrant o sortint del volum de control. La integral tencada vol dir que s'ha d'integrar per tantes superfícies d'entrada i sortida com hi hagi.[5]

## Deducció
Per deduir l'equació del transport de Reynolds es comença anomenant sistema de control al fluid al qual es vol analitzar el canvi d'una propietat genèrica associada. Aquest sistema de control, el volum de fluid, inicialment ocupa un espai, que s'anomenarà volum de control. Inicialment el sistema de control i el volum de control són iguals, però amb el temps el volum de control romandrà igual però el sistema de control es pot haver desplaçat.
| Deducció del teorema de transport de Reynolds |
| --- |
| El que es vol estudiar és la velocitat de la variació d'una propietat genèrica (que anomenarem B) que hi ha al sistema. Si aquesta propietat es torna específica, dividint-la per la massa, es pot expressar com: {\displaystyle b={\frac {B}{m}}\longrightarrow B=\int _{massa}^{}b\cdot dm=\int _{V_{sist}}^{}b\cdot \rho \cdot dV} La velocitat del canvi de la propietat B es podrà expressar com: {\displaystyle {\frac {dB_{sist}}{dt}}=\lim _{dt\rightarrow 0}{\frac {B_{sist}{\Big \|}_{dt+t_{0}}-B_{sist}{\Big \|}_{t_{0}}}{dt}}\implies {\frac {dB_{sist}}{dt}}=\lim _{dt\rightarrow 0}{\frac {\int _{V_{sist}}^{}b\cdot \rho \cdot dV{\Big \|}_{dt+t_{0}}-\int _{V_{sist}}^{}b\cdot \rho \cdot dV{\Big \|}_{t_{0}}}{dt}}} A l'instant {\displaystyle t_{0}} el volum de control i el volum del sistema són iguals. {\displaystyle V_{sist}{\Big \|}_{t_{0}}=V_{VC}} Passat un diferencial de temps dt, es compleix que: {\displaystyle V_{sist}{\Big \|}_{dt+t_{0}}=V_{II}+V_{III}=V_{VC}-V_{I}+V_{III}} On el volum {\displaystyle V_{II}} és el volum que ocupa la fracció de massa del sistema originalment dins del volum de control que hi roman passat un diferencial de temps dt; el volum {\displaystyle V_{III}} és el volum que ocupa la fracció de massa del sistema originalment dins del volum de control que n'és fora passat un diferencial de temps dt; i el volum {\displaystyle V_{I}} és la fracció de volum de control ocupat, passat un diferencial de temps dt, per massa del sistema que originalment no era dins del volum de control. Si això es col·loca a l'equació de la velocitat del canvi de propietat B: {\displaystyle {\frac {dB_{sist}}{dt}}=\lim _{dt\rightarrow 0}{\frac {\int _{V_{VC}}^{}b\cdot \rho \cdot dV{\Big \|}_{dt+t_{0}}-\int _{V_{I}}^{}b\cdot \rho \cdot dV{\Big \|}_{dt+t_{0}}+\int _{V_{III}}^{}b\cdot \rho \cdot dV{\Big \|}_{dt+t_{0}}-\int _{V_{VC}}^{}b\cdot \rho \cdot dV{\Big \|}_{t_{0}}}{dt}}} Aquesta equació es pot escriure com: {\displaystyle {\frac {dB_{sist}}{dt}}=\lim _{dt\rightarrow 0}{\frac {\int _{V_{VC}}^{}b\cdot \rho \cdot dV{\Big \|}_{dt+t_{0}}-\int _{V_{VC}}^{}b\cdot \rho \cdot dV{\Big \|}_{t_{0}}}{dt}}+\lim _{dt\rightarrow 0}{\frac {\int _{V_{III}}^{}b\cdot \rho \cdot dV{\Big \|}_{dt+t_{0}}}{dt}}-\lim _{dt\rightarrow 0}{\frac {\int _{V_{I}}^{}b\cdot \rho \cdot dV{\Big \|}_{dt+t_{0}}}{dt}}} El primer límit s'anomenarà Terme I, el segon Terme II i el tercer Terme III. Aleshores, cadascun d'aquests termes té un significat físic: - Terme I. Indica la variació temporal de propietat B continguda al volum de control. S'anomena velocitat d'acumulació i es pot expressar com: {\displaystyle I={\frac {d}{dt}}\int _{VC}\rho \cdot b\cdot dV={\frac {d}{dt}}(B_{VC})} - Terme II. És el flux màssic de propietat B sortint del volum de control entre l'instant inicial i el final. Es pot expressar com: {\displaystyle II={\dot {B}}_{sort}} - Terme III. És el flux màssic de propietat B entrant al volum de control. Es pot expressar com: {\displaystyle III={\dot {B}}_{ent}} Si això se substitueix a l'equació de velocitat de canvi de la propietat B resulta que: {\displaystyle {\frac {dB_{sist}}{dt}}={\frac {d}{dt}}\int _{VC}\rho \cdot b\cdot dV+{\dot {B}}_{sort}-{\dot {B}}_{ent}} Els fluxos màssics d'entrada i sortida es defineixen com: {\displaystyle {\dot {B}}_{sort/ent}=\int _{}^{}b\cdot {\dot {dm}}_{sort/ent}=\int _{S_{sort/ent}}^{}b\cdot \rho \cdot {\vec {v}}\cdot {\widehat {n}}\cdot dS=\int _{S_{sort/ent}}^{}b\cdot \rho \cdot v\cdot \cos \theta \cdot dS=\int _{S_{sort/ent}}^{}b\cdot \rho \cdot {\vec {v}}\cdot {\vec {dS}}} En el cas de fluxos sortints, {\displaystyle \theta } serà entre -90° i 90° i, per tant, el cosinus serà positiu. Mentre que, si el flux és entrant, {\displaystyle \theta } serà entre 90° i 270° i el cosinus serà negatiu. Si això se substitueix altre cop a l'equació de velocitat de canvi de la propietat B... {\displaystyle {\frac {dB_{sist}}{dt}}={\frac {d}{dt}}\int _{VC}\rho \cdot b\cdot dV+\int _{S_{s}}\rho \cdot b\cdot {\vec {v}}\cdot {\widehat {n}}\cdot dS+\int _{S_{e}}\rho \cdot b\cdot {\vec {v}}\cdot {\widehat {n}}\cdot dS} Si tenim en compte els angles de les entrades i sortides: {\displaystyle {\frac {dB_{sist}}{dt}}={\frac {d}{dt}}\int _{VC}\rho \cdot b\cdot dV+\int _{S_{s}}\rho \cdot b\cdot v\cdot \cos \theta \cdot dS+\int _{S_{e}}\rho \cdot b\cdot v\cdot \cos \theta \cdot dS} Finalment, si volem donar-ho de forma compacta, representem totes les entrades i sortides de fluid amb una integral tancada i ens resulta l'equació: {\displaystyle {\frac {dB_{sist}}{dt}}={\frac {d}{dt}}\int _{VC}^{}\rho \cdot b\cdot dV+\oint _{SC}^{}\rho \cdot b\cdot {\overrightarrow {v}}\cdot {\overrightarrow {dS}}} |

## Equacions fonamentals
Assignant a la propietat genèrica B les propietats: massa, quantitat de moviment, moment angular i energia. Obtenim les 4 equacions fonamentals de la mecànica de fluids:

### Equació de conservació de la massa
La propietat que es vol estudiar del fluid és la massa. Com que el sistema de control és una identitat fixa, la massa d'aquest sistema no varia i s'estableix que:
{\displaystyle {\frac {dB_{sist}}{dt}}={\frac {dm_{sist}}{dt}}=0}
Si això es substitueix a l'equació del transport de Reynolds obtenim l'equació de continuïtat o de conservació de la massa:
{\displaystyle 0={\frac {d}{dt}}\int _{VC}^{}\rho \cdot dV+\oint _{SC}^{}\rho \cdot {\overrightarrow {v}}\cdot {\overrightarrow {dS}}}
Aquest principi demostra la invariabilitat temporal de la massa d'un volum fluid.

### Equació de conservació de la quantitat de moviment
Si es combina el teorema de Reynolds amb la segona llei de Newton, definint la propietat genèrica B com la quantitat de moviment, producte de la massa i la velocitat, s'obté que la variació d'aquesta propietat serà:
{\displaystyle {\frac {dB_{sist}}{dt}}={\frac {d{\overrightarrow {M}}_{sist}}{dt}}={\frac {d(m\cdot {\overrightarrow {v}})}{dt}}=m\cdot {\frac {d{\overrightarrow {v}}}{dt}}=m\cdot {\overrightarrow {a}}=\sum _{}F_{sist}}
Això vol dir que la variació temporal de la quantitat de moviment al sistema de control es deu a la suma de forces que actuen al sistema. Si se substitueix a l'equació de Reynolds s'obté:
{\displaystyle \sum _{}F_{sist}={\frac {d}{dt}}\int _{VC}^{}\rho \cdot {\overrightarrow {v}}\cdot dV+\oint _{SC}^{}\rho \cdot {\overrightarrow {v}}\cdot {\overrightarrow {v_{r}}}\cdot {\overrightarrow {dS}}}

### Equació de conservació del moment cinètic
En aquest cas la propietat genèrica per unitat de massa b es defineix com:
{\displaystyle b={\overrightarrow {r}}\wedge {\overrightarrow {v}}}
Així doncs, la propietat genèrica B és:
{\displaystyle B=\int _{VC}^{}\rho \cdot ({\overrightarrow {r}}\wedge {\overrightarrow {v}})\cdot dV={\overrightarrow {r}}\wedge m\cdot {\overrightarrow {v}}}
Que rep el nom de moment cinètic o angular. La variació de moment cinètic d'una massa de fluid és igual al moment respecte a l'origen de referències de totes les forces que hi actuen a sobre.
{\displaystyle {\frac {dB_{sist}}{dt}}={\frac {d}{dt}}\cdot ({\overrightarrow {r}}\wedge m\cdot {\overrightarrow {v}})={\frac {d{\overrightarrow {r}}}{dt}}\wedge m\cdot {\overrightarrow {v}}+{\overrightarrow {r}}\wedge m\cdot {\frac {d{\overrightarrow {v}}}{dt}}=m\cdot ({\overrightarrow {v}}\wedge {\overrightarrow {v}})+{\overrightarrow {r}}\wedge m\cdot {\frac {d{\overrightarrow {v}}}{dt}}={\overrightarrow {r}}\wedge m\cdot {\overrightarrow {a}}=\sum _{}{\overrightarrow {M}}_{0}}
Això substituït a l'equació de Reynolds és:
{\displaystyle \sum _{}{\overrightarrow {M}}_{0}={\frac {d}{dt}}\int _{VC}^{}\rho \cdot ({\overrightarrow {r}}\wedge {\overrightarrow {v}})\cdot dV+\oint _{SC}^{}\rho \cdot ({\overrightarrow {r}}\wedge {\overrightarrow {v}})\cdot {\overrightarrow {v_{r}}}\cdot {\overrightarrow {dS}}}

### Equació de conservació de l'energia
En un fluid, i de forma genèrica, hi poden haver cinc formes d'energia:
- Energia cinètica: deguda al moviment de la partícula.
- Energia potencial: associada a la posició de la partícula.
- Energia interna: associada a l'estructura i moviments moleculars.
- Energia química: deguda a les reaccions químiques o a la disposició dels àtoms en molècules.
- Energia nuclear: associada a l'estructura interna dels àtoms.

A causa de les circumstàncies especials que s'han de donar perquè hi hagi una variació de les dues últimes, només es consideren els canvis d'energia cinètica, interna i potencial. Aleshores, i tenint en compte el principi primer de la termodinàmica, la propietat B es pot definir com:
{\displaystyle B=E_{sist}=\int _{V_{sist}}^{}\rho \cdot (u+{\frac {v^{2}}{2}}+gz)\cdot dV=Q+W}
Si s'expressa en funció de la massa:
{\displaystyle b={\frac {B}{m}}=u+{\frac {v^{2}}{2}}+gz}
Això substituït a l'equació de Reynolds és:
{\displaystyle {\dot {Q}}+{\dot {W}}={\frac {d}{dt}}\int _{VC}^{}\rho \cdot (u+{\frac {v^{2}}{2}}+gz)\cdot dV+\oint _{SC}^{}\rho \cdot (u+{\frac {v^{2}}{2}}+gz)\cdot {\overrightarrow {v_{r}}}\cdot {\overrightarrow {dS}}}
Així doncs, la variació d'energia total d'un fluid és igual al treball per unitat de temps, la potència, de les forces exteriors més la calor rebuda de l'exterior per unitat de temps.